# Parviz Shahbazi
Parviz Shahbazi (n. 25 iulie 1962, Teheran, Iran) este un regizor iranian.

## Biografie
A absolvit secția de producție a filmelor a Facultății de Radio și Televiziune din Teheran. De la începutul anilor 1980, acesta a publicat lucrări și a regizat mai multe filme de scurt metraj. A editat mai multe filme și a regizat 12 scurt metraje înainte de realizarea primului său film, Traveler from the South, în 1996. Filmul său de debut din 1996 ca și cel de-al doilea film de lung metraj Whispers (2000) au fost înscrise la mai multe festivaluri de film care i-au adus recunoașterea internațională, prin câștigarea mai multor premii. În 2002, vizionarea celui de-al treilea film al său, Deep Breath in cadrul secțiunii „Director's Fortnight” la Cannes a fost un succes. Printre multe alte distincții filmul a câștigat premiul FIPRESCI la Pusan, premiul special acordat de Juriu la Torino, precum și premiul pentru cel mai bun film (Best Film award) la Belgrade Author Festival.

## Filmografie
| An   | Film           |
| ---- | -------------- |
| 2009 | Ayar 14        |
| 2006 | Be ahestegi... |
| 2003 | Nafas-e amigh  |
| 1997 | Mosafere jonub |

| An   | Film             |
| ---- | ---------------- |
| 2009 | Ayar 14          |
| 2003 | Tehran 7:00 a.m. |
| 2003 | Nafas-e amigh    |
| 1999 | Yek rouz bishtar |

| An   | Film           |
| ---- | -------------- |
| 2009 | Ayar 14        |
| 2003 | Nafas-e amigh  |
| 2000 | Najva          |
| 1997 | Mosafere jonub |

| An   | Film            |
| ---- | --------------- |
| 1995 | Badkonake sefid |